# Museo de Arte Contemporáneo de Caracas
El Museo de Arte Contemporáneo de Caracas Armando Reverón, anteriormente conocido como Museo de Arte Contemporáneo de Caracas Sofía Ímber, es un museo de arte moderno situado en el Complejo Urbanístico Parque Central de Caracas. Fue fundado el 30 de agosto de 1973 por la periodista y promotora de arte Sofía Ímber (directora entre 1973 y 2001). 
Inaugurado en 1974, es el museo de arte más importante de Venezuela. Entre las 5.000 piezas de su colección destacan artistas como Pablo Picasso, Claude Monet, Vasili Kandinski, Fernand Léger, Piet Mondrian, Jesús Soto, Eduardo Chillida, Alexander Calder, Georges Braque, Francis Bacon y Andy Warhol. 
Es considerada una de las colecciones de arte moderno más valiosas de América Latina, junto al Museo de Arte de São Paulo, el Museo de Arte Contemporáneo de la Universidad de São Paulo, el Museo de Arte de Moderno de São Paulo, el Museo de Arte Moderno de Río de Janeiro y el Museo Botero de Bogotá.
La destitución de su directora en 2001 tras 28 años de continuidad administrativa, el robo de la Odalisca de Henri Matisse en 2002 y la Crisis de Venezuela lo han envuelto en polémicas tramas de corrupción, robo y abandono, siendo criticada su actual gestión debido a la inseguridad, los constantes cambios de directores, obras descuidadas, propaganda política y la cancelación de catálogos y adquisiciones.
En 2019, se anunció "La 1ᵃ bóveda museística visitable de Venezuela". Este hecho se produjo como consecuencia de una grave infestación de hongos por humedad en las oficinas y bóvedas por falta de mantenimiento, que obligó el traslado de la colección al piso superior y la restauración obras afectadas, como "Avión" de Marisol Escobar. 
Entre el 17 de marzo de 2020 y el 17 de febrero de 2022, el museo entró en "Cierre Técnico" tras una clausura progresiva de 10 de sus 11 salas debido a la Pandemia de COVID-19, los Robos de 2020 o la falta de presupuesto. Este escenario levantó las alarmas en diciembre de 2021 acerca de su cierre definitivo, rumores que fueron negados por el ministro de Cultura, Ernesto Villegas. El Museo reabrió sus espacios el 17 de febrero del 2022.
El MACCSI fue el primer museo en Venezuela en ofrecer un servicio bibliotecario especializado en arte, un espacio de formación plástica formal para niños y adultos, un departamento de educación especial para invidentes y un centro multimedia para las artes.
La entrada es gratuita para las exhibiciones permanentes y temporales.

«Sin libertad no hay formas de arte que valgan la pena».
Sofía Ímber (2015)

## Historia

### Construcción (1971-1973)
● Planificación
En 1970 se inicia la construcción del Complejo Urbanístico Parque Central, considerado en su época como el «desarrollo urbano más importante de América Latina». Este incluía residencias, accesos comerciales, centros educativos, oficinas y una pequeña área dedicada a la cultura.   
En 1971, durante una de las visitas de inspección, el presidente del Centro Simón Bolívar (Gustavo Rodríguez Amengual), le propone a los arquitectos Enrique Siso y Daniel Fernandéz Shaw la idea de construir en las instalaciones del complejo el "Museo de Arte Moderno de Caracas".
La propuesta captó la atención de los arquitectos, quienes acudieron a Nicolás Sidorkovs, integrante de diseño de la oficina Siso Shaw y Asociados. Desde ese momento, Sidorkovs se encargó del proyecto gracias a su experiencia en montajes e instalaciones en espacios culturales como en la Sala Mendoza o la Galería de Arte Estudio Actual.
Luego de una reunión, es aprobada la idea de Sidorkovs, quién planteó desarrollar el nuevo museo en la sala de exposiciones para eventos culturales y comerciales, diseñada por el arquitecto Tomás Lugo. 
● Remodelación
Para mediados de 1971, se inició la remodelación de la sala que pasaría a ser el Museo de Arte Moderno de Caracas. Durante los trabajos, el nombre propuesto para el museo sería modificado gracias a una sugerencia de Alfredo Boulton, quién comentó que la nueva estructura debería de llamarse Museo de Arte Contemporáneo, ya que según sus palabras:
"El término Contemporáneo va más con el tiempo y el espíritu renovador de Parque Central"
Mientras se avanzaban las obras de transformación, se iniciaban al mismo tiempo las diligencias necesarias para buscar al director que estaría al mando del nuevo museo. Se recomendaron varios nombres ligados al mundo del arte, pero finalmente se impuso el de Sofía Ímber, quien ya había trabajado en la selección de varias obras de arte para el Centro Simón Bolívar. Al presentársele la ocasión, la periodista aceptó sin dudas ser la encargada de gestionar el espacio.

### Primeros Años (1973-1976)
● Fundación
El 30 de agosto de 1973 se inicia la Fundación Museo de Arte Contemporáneo de Caracas. La naciente fundación estaba constituida por una junta presidida por Sofía Imber como directora general y un grupo de miembros principales encabezados por Gustavo Rodríguez Amengual y Carlos Rangel como miembro honorario.
A finales del mismo año (aun estando en fases finales de construcción), es celebrado el primer evento de la institución, siendo otorgado en sus espacios el Premio Nacional de Arquitectura de Venezuela en la V edición de la Bienal, entregándose el premio al arquitecto José Miguel Galia.
● Inauguración
El museo se inauguró la noche del miércoles 20 de febrero de 1974, con la asistencia del presidente Rafael Caldera, su esposa Alicia Pietri, ministros del despacho ejecutivo y distinguidas personalidades que fueron invitadas. Ese mismo día se instaló una exposición colectiva integrada por un reducido conjunto de obras que pertenecían a la naciente colección y otras cedidas en préstamo que llegaron del extranjero. 
Entre ellas destacaba la primera obra del museo que se compró:: «Los Mercaderes» un valioso conjunto escultórico creado en 1965 por la artista Marisol Escobar. En la exhibición también figuraron artistas internacionales como Botero, Adami, Larry Rivers, John Latham y Jacques Monroy; y los venezolanos Jesús Soto, Carlos Cruz-Diez, Alirio Rodríguez y Cornelis Zitman.

### Fama internacional (1976-2006)
Durante la administración de Sofía Ímber se realizaron más de 650 exposiciones.
El año 1990 es una fecha importante del museo, ya que pasa a llamarse Museo de Arte Contemporáneo Sofía Ímber. Este homenaje duró hasta 2006 cuando, por decreto del Ministerio de la Cultura, regresó a su anterior denominación.
En 1999 a consecuencia de las fuertes lluvias que azotaron la ciudad a finales de año, el museo tuvo que trasladar las obras desde sus bóvedas hasta la sala 10 para evitar que el agua que se colaba por los sótanos dañara las piezas, este percance fue solucionado más tarde. convertir un estacionamiento y un taller mecánico en un lugar para diversas salas de exposiciones.
Destitución de Sofía
El 29 de enero de 2001, el presidente Hugo Chávez anunció que Sofía Ímber sería removida de la dirección del museo durante su programa dominical Aló Presidente.
La salida de Ímber formó parte de la "Revolución cultural", quien destacó la necesidad de «renovar» a los dirigentes del área cultural del país, ya que, a su juicio, había sido secuestrada por una élite. Tal suceso causó numerosas protestas e indignaciones, incluyendo al artista Fernando Botero, quién manifestó su indignación y asombro. Posteriormente en una carta dirigida a la directora, el artista redactó lo siguiente:

«Querida Sofía. Por la prensa me he enterado con indignación y asombro de la medida que ha tomado el Gobierno venezolano de retirarte de la dirección del Museo de Arte Contemporáneo Sofía Imber, que es el equivalente de sacarte de tu propia casa, siendo como es una creación tuya de la cual todo el pueblo de Venezuela debe sentirse orgulloso. 

Tu museo es indiscutiblemente el más importante de América Latina, con una riquísima colección que tu gran empeño logró reunir. Me enorgullece haber tenido la oportunidad de exponer varias veces allí y recuerdo con emoción el numeroso público proveniente de todas las clases sociales que llenaba el recinto. Con un fuerte abrazo y mi amistad de siempre».
Fernando Botero - Periódico El Nacional (2001)

Incendio del 2004
El 17 de octubre de 2004, un incendio consumió casi un tercio de la Torre Este, al menos diez pisos del complejo quedaron completamente destruidos por el fuego. En esos pisos se ubicaban importantes oficinas gubernamentales y a pesar de todo, gracias a su fuerte estructura el edificio pudo soportar más de 15 horas sin que colapsara.
El caos causó el cierre temporal del museo para la protección de las obras y el traslado de las mismas a las bóvedas.  Al día siguiente, cuando la torre continuaba en llamas que alarmaban a toda Caracas, en el MACC se tenía planeada la inauguración de una exposición de importantes obras de arte abstracto de la colección, con motivo de la celebración de los treinta años del museo. Vidrios, papeles y escombros cayendo en los alrededores de la Plaza Contemporánea hicieron evidente que no se podría abrir el museo por un tiempo. El ajetreo causó que la institución, los conservadores y registradores junto a los bomberos y Defensa Civil se concentraron en el resguardo inmediato de la colección, por lo que todo el trabajo de montaje debió retroceder hasta dejar el espacio libre de cualquier aterradora pérdida.
Por ello se programó una serie de actividades en las instituciones y bulevares de la ciudad, con el fin de establecer un acercamiento del museo a las comunidades. Entre los espacios que abordó estuvieron el Banco Industrial de Venezuela y el Museo de Bellas Artes. Aproximadamente un año después la sede abrió con nuevas exposiciones.

### De MACCSI a MACC (2006-2017)
En enero de 2006, la ex directora Sofía ímber, firmaba junto a otras personalidades un documento en contra de las «alusiones antisemitas» del presidente.
El 25 de enero de 2006 Hugo Chávez anunciaba por medio de un comunicado del Ministerio de Cultura y la Fundación Museos Nacionales que se había decidido que a partir de ahora el MACCSI (Museo de Arte Contemporáneo Sofía Imber), se denominaría Museo de Arte Contemporáneo.
Según cifras ofrecidas a mediados de 2008 por la entonces presidenta de la Fundación Museos Nacionales, Zuleiva Vivas, para el año 2008 el Comité de Donaciones, Adquisiciones y Comodatos había adquirido tres obras de Pablo Rivera, Juan José Olavarría y Javier León para el MACC. También se aprobó la donación de 12 piezas: cinco de Antonio Briceño, dos de Magdalena Fernández y una de Luis Alfredo Ramírez, Asdrúbal Colmenárez, Alexandra Meijer-Werner y Kristin Childs Burke y Spencer Tunick.

### MACCAR y crisis (2017-presente)
El 4 de diciembre de 2017, el ministro para la Cultura, Ernesto Villegas, informó durante la inauguración de la II Bienal del Sur en Caracas que el Museo de Arte Contemporáneo de Caracas se le añadiría el nombre del maestro de la luz Armando Reverón. Asimismo Villegas expresó que “queremos que el museo recoja en su nombre el espíritu de la Revolución en las artes para que con su luz ilumine a toda Venezuela y a todo el mundo"

«Esto ya no es un museo sino un cadáver, porque no sirve de nada que el museo este limpio y que las obras estén montadas y que no haya nadie. El museo existe para la gente. En mi época era una fiesta. Y ya no más».
Sofía Ímber (2015)

### La "Primera Bóveda de esculturas de Venezuela"
El 22 de diciembre de 2019, el ministro para la Cultura, Ernesto Villegas anunció a través de su cuenta en Twitter que "Venezuela tendrá su primera bóveda museística visitable". Este espacio fue abierto al público en enero de 2020.
La Bóveda fue instalada en el cuarto nivel y ha servido de tapadera para encubrir el verdadero motivo del conjunto de obras en este piso. Desde 2012 los problemas de humedad fueron aumentado en el edificio y la primera zona en sufrir el cierre fue el cuarto piso en 2013, el cual volvió a abrir en 2018 tras la exposición Camarada Picasso y que ahora dispone de la bóveda improvisada que solo es visitable con cita previa.

### Cierre técnico de 2021
El 12 de diciembre de 2021, el presidente del Circuito de Críticos de Caracas y director editorial del portal Observador Latino, Sergio Monsalve, denunció el cierre definitivo del museo.
Según Monsalve, trabajadores del centro le indicaron que cerrarían sus puertas de forma definitiva. Solo contando con una sala abierta, al terminar la exposición no tenían previsto nuevas exposiciones en esos espacios.

## Arquitectura

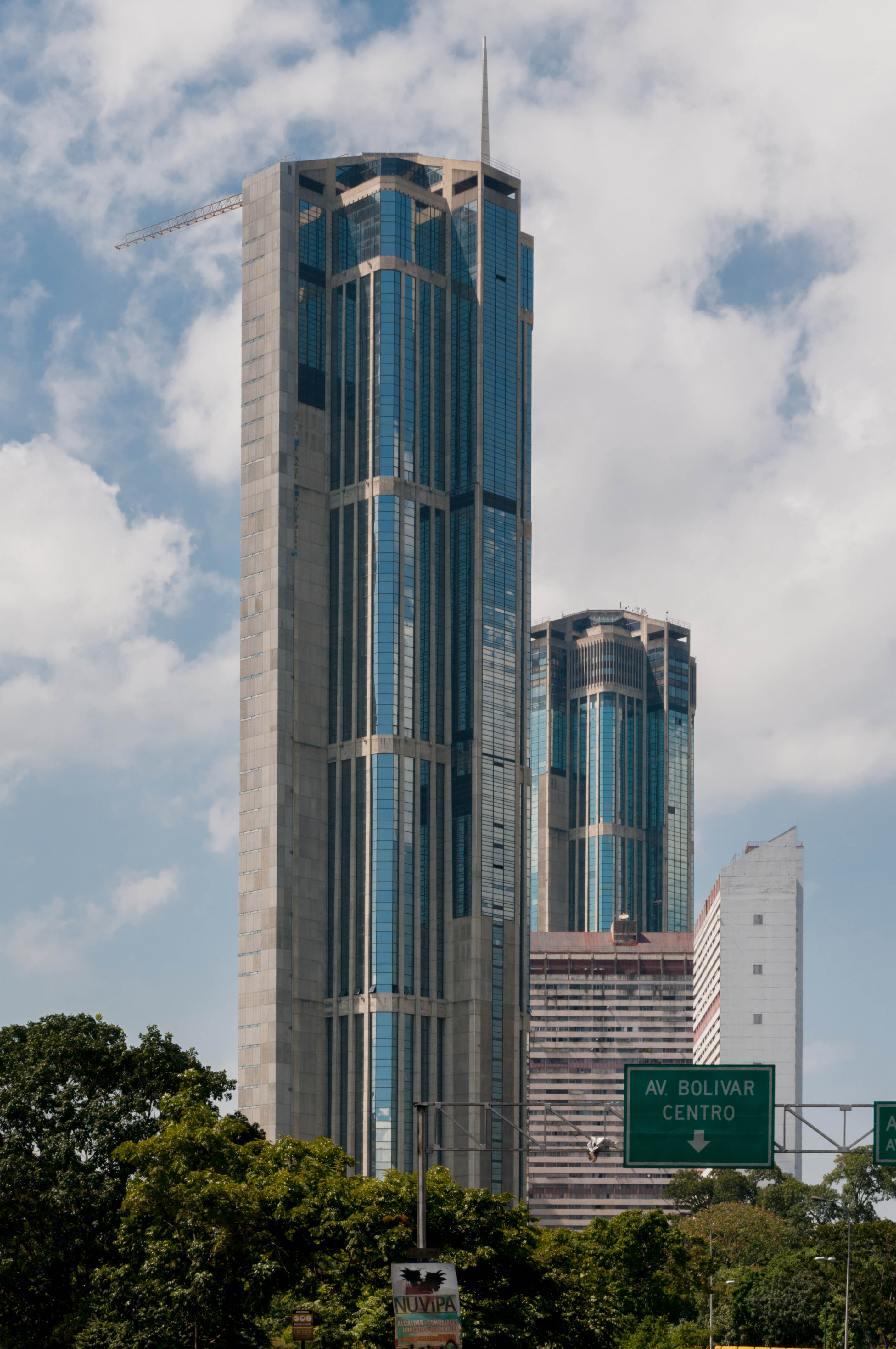
Complejo Urbanístico Parque Central, donde se sitúa el museo

El diseño brutalista es un espacio construido especialmente con vidrio reforzado, hierro, hormigón y otros materiales que garantizan la estabilidad, durabilidad y adaptabilidad de las funciones y eventos. El edificio está equipado para cumplir con todos los requisitos de una museo moderno.
Las instalaciones técnicas están instaladas bajo la dirección de la firma arquitectónica E. Verner Johnsons & Asociados. Estas instalaciones de uso técnico y profesional ubicadas en las salas de exposición, están equipadas con aparatos para garantizar una temperatura ambiente del aire acondicionado y del control de humedad. Para resolver el delicado problema de la iluminación se empleó un sistema mediante el cual la entrada de luz natural es controlada por una película absorbente que filtra los rayos ultravioleta.
La iluminación artificial se ha dispuesto de tal manera que respecto a los ángulos de incidencia y de la luz reflejada se pueda obtener una buena luminosidad para las obras. De la misma manera los controles de luz incandescente se han ajustado para aquellas obras que requieran paneles colgados, que se recubren con una pintura especial para reducir su luminosidad.
Complementando la labor esencial del museo, las diversas salas del MACC han sido equipadas con un circuito cerrado de control televisivo, cámaras de seguridad y control antincendios; adoptando todas las medidas necesarias para garantizar la conservación de sus obras.

### Expansión
Las ampliaciones fueron encargadas al mismo Sidorkovs quién fue enviado a un recorrido por varios museos de Estados Unidos, como el Museo Hirshorn de Washington D. C., el Centro de Arte Walker de Mineápolis o el Museo Metropolitano de Arte de Nueva York, siendo recibido por sus autoridades y donde por medio de los espacios intento aplicar esos conocimientos para el museo caraqueño. Al regresar a Venezuela, se conformó un equipo con los arquitectos Tomás Lugo, Nelson Douahi y Jean Lagneau, quienes ayudaron a la intervención de las nuevas áreas.
Al día de hoy resulta imposible categorizar tanto el origen del museo como el desarrollo y crecimiento de su colección dentro de las tradiciones museísticas. Tales procesos se dieron de manera orgánica, gradual y sin estancos, haciendo de esta una obra única e irrepetible en el contexto cultural venezolano. La planta física alcanzó su estado actual pasando por distintos años de expansión. Estas cinco etapas se construyeron sucesivamente:

Primera Etapa (1974-1982)

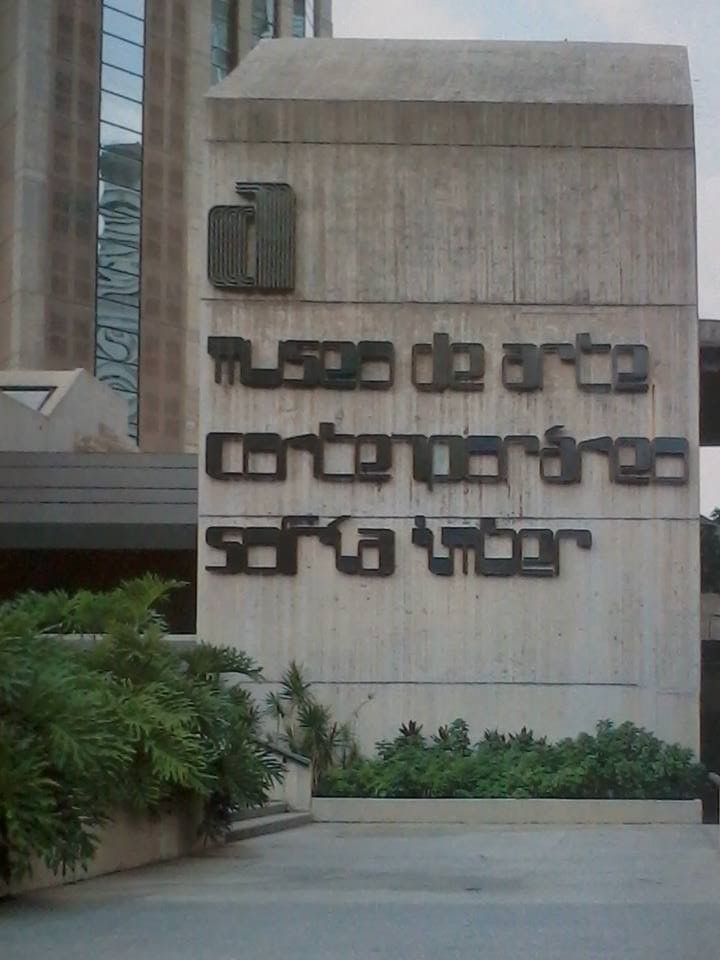
Entre 1990 y 2006 la institución tuvo como nombre Museo de Arte Contemporáneo Sofía Ímber

Se extendió a 600 metros cuadrados y se dio paso a la montura de los ventanales que comunican los pasillos con los jardines interiores del Parque Central. Estas salas de exposición conformaron un recorrido secuencial desde la entrada hasta la salida ya que se encontraban orgánicamente intercomunicadas, lo cual a su vez permitió diseñar y montar las exposiciones desplegándolas linealmente por todo el espacio.
Segunda Etapa (1982-1986)
Fue un factor decisivo en la consolidación y el crecimiento de la institución. las exposiciones y las salas restantes se ampliaron a 800 metros cuadrados para alojar una colección que crecía en calidad y en cantidad. Las oficinas para los empleados (que de tres pasaron a ser ochenta), fueron ampliadas y se construyó la entrada principal.
Tercera Etapa (1986-1988)
Permitió a las salas de exposiciones ser más amplias y darle espacio a las obras de arte. El entorno y las paredes fueron pulidas, además se abrió al público la primera Sala Picasso en un museo de América Latina, la cual lo destacó internacionalmente.
Cuarta Etapa (1988-1989)
Se logró su completa integración a la ciudad mediante el Jardín de Esculturas y una salida que facilita la comunicación con Parque Central.
Quinta Etapa (1989-1990)
Realizada el 20 de mayo de 1990, se inauguró la Cafetería, las residencias de la Guardia Nacional, las bóvedas y los talleres de educación y conservación. El 27 de junio de ese mismo año, se le amplió la denominación al museo, el cual se le asignó el nombre de Sofía Ímber.

### Distinciones
- Auditorio: Mención de Honor-Arquitectura de Interior//Bienal de Arquitectura Quito Ecuador (2002)

- Jardín de Esculturas: Mención de Paisajismo//Bienal de Arquitectura de Quito Ecuador (1990)

## Espacios

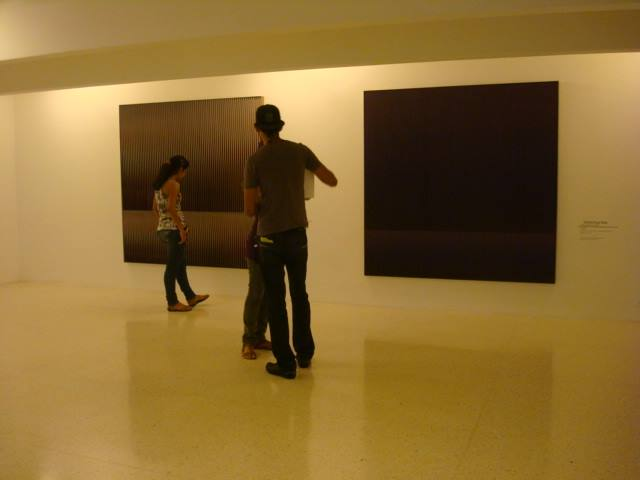
En la Sala 1 se pueden apreciar obras de Jesús Soto y Cruz-Diez

### Entradas
El museo dispone de cinco entradas:
Entrada Principal (Norte)
Situada junto a la Avenida Bolívar, se accede a través del puente peatonal que se extiende en la plaza adyacente que sirve de conexión al Hotel Alba Caracas. En esta plaza se ubica la escultura "Una flor para el desierto" (1985) de Alejandro Otero. 
La entrada esta puntuada por una escultura en hierro patinado "Sin Título" de Alberto Cavalieri, "The Forest" (1985) de Kenneth Armitage y hay una placa conmemorativa por la labor de Sofía Ímber. Luego pasó a un gran vestíbulo presidido por la obra "Mural Signals" (1965) de Jesús Soto e iluminado por una cúpula de vidrio a través de la que es visible la Torre Este. 
Entrada Trasera (Sur)
Cerrada desde el 2004. Es la antigua entrada del museo que fue cerrada desde el Incendio de Parque Central. Se accedía a ella por escaleras mecánicas que conectan el museo con el Nivel Bolívar y la zona comercial de la Torre Este.
Entrada por la Plaza Contemporánea
Se ubica en el nivel sótano uno al pie de la torre este de Parque Central. Da acceso directo a la Sala Picasso. 
Entrada por el Jardín de Esculturas
Situada al nivel del jardín de esculturas. Da paso a la sala 8 del museo.
Entrada por el Nivel Mezzanina
Cerrada permanentemente. Conectaba al museo con el nivel mezzanina del edificio Anauco.

### Primer Nivel
Sala 1
En esta sala se pueden apreciar dos obras de Jesús Soto pertenecientes a la colección:

● "Progresión Caracas I"  (1974)
● "Progresión Caracas II" (1974)
Taller de educación

Fernand Leger en el MACC

Está conformada por una selección del material bibliográfico del museo. De carácter pedagógico parte con la finalidad de aproximar al público (tanto niños como adultos) al desarrollo de la creatividad mediante actividades y talleres donde se estudian las obras que conforman la colección.
Auditorio
Ubicado en lo que una vez fue la sala 1, se encuentra el auditorio. Acústicamente acondicionado, tiene una capacidad para 175 personas y cuenta con un escenario de 70 metros cuadrados, dos vestuarios, una sala de espera y un área diseñada específicamente para servir al público. Allí se realizan actividades básicas como conferencias, recitales o conciertos.

### Segundo Nivel

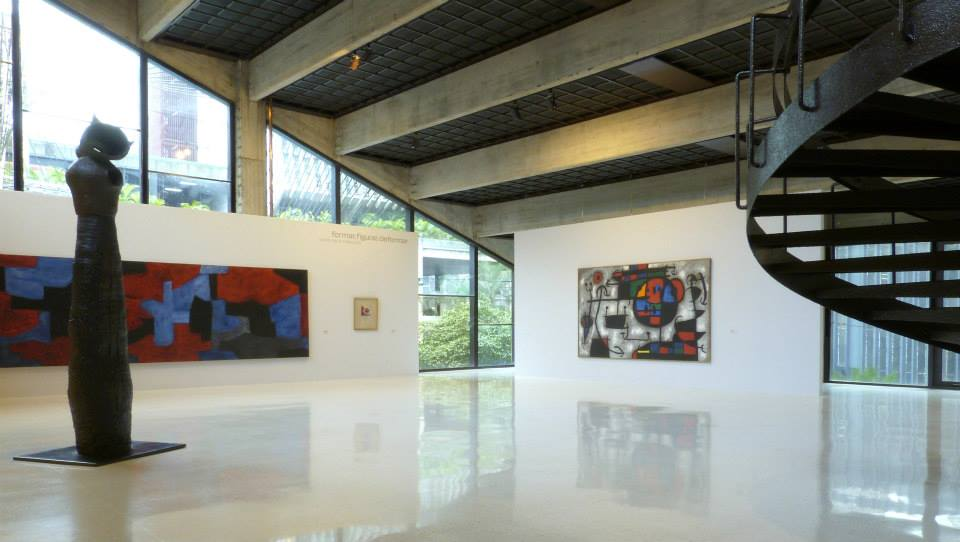
Sala 2
Al descender por la escalera en espiral se asiste al área más grande e iluminada de todas. Al contar con un techo alto por el cual entra la luz solar a través de los ventanales que la recubren en toda su extensión, es apta para el montaje de grandes piezas o instalaciones hasta la exhibición de obras frágiles o delicadas a la luz. 
Sus grandes dimensiones la convierten en un ambiente llamativo y atractivo para el visitante. La sala ha dado muestra a exposiciones relevantes como la de Paul Klee en (1981) o  cuando arquitectos y profesionales tuvieron que desplazar las toneladas de bronce que poseían las 90 piezas de la exposición de Henry Moore en (1987); o la gran retrospectiva de Red Grooms en (1974) que se convirtió en la primera exposición de Pop Art estadounidense de Venezuela y la primera de América Latina.
Desde los ventanales de esta sala se pueden apreciar Las Estructuras aéreas ambientales de Gego una instalación de esculturas diseñadas y ejecutadas especialmente por la artista alemana para el ámbito exterior del ala sur del museo. Esta obra fue realizada con base en tensores en tres niveles y gruesas cuerdas de nailon que traman el espacio y se integran plenamente a la arquitectura.
Espacio Fontana
Este espacio acoge la instalación Ambiente Espacial con Concetto Spaziale «Attesa», de Lucio Fontana, es un laberinto imaginario de área reducida que gana infinidad con sus paredes, suelo y techo intersectadas y completamente blancas donde el espectador pierde sus puntos de referencia y la noción del espacio para reencontrarlos con el descubrimiento de los cortes insondables que el artista imprime a su obra.
Sala 7
Dotada de un carácter arquitectónico, es un magnífico ambiente espacioso de elevada altura, rasgado por amplios ventanales inclinados desde los que puede contemplarse un excelente panorama urbano con puntos referenciales tan connotados como cerro el Ávila o el Complejo Cultural Teresa Carreño.

### Tercer Nivel
Salas Multimedia (Sala 8 y 9)
Al acceder por unas escaleras llegamos a las salas dedicadas al arte Audiovisual y Videoarte, donde se plantean varios elementos destacables dentro de las instalaciones, que son obras integradas por diversos elementos y diversas técnicas artísticas como la tecnología video, bien sea en formato electromagnético o digital. Su colección reúne una selección del trabajo inmaterial creativo de venezolanos. Entre ellos destacan Leonor Arraiz, Nela Ochoa, Yucef Merhi, Odalis Valdivieso, Elizabeth Cemborain, Alexandra Meijer – Wermer & Kristin Childs Burke, Dubuc Zeinab Bulhossen, Gabriela Gamboa & Stefano Gramitto, Alexis Méndez Giner y Frank Wow.
Jardín de Esculturas y Café

El Jardín de Esculturas y el Café son accesibles desde la calle o desde el interior del museo. Este espacio posee 2.000 metros cuadrados. El jardín ha sido cuidadosamente realizado por Sidorkovs y con el apoyo del arquitecto Nelson Quintero conforme a un específico diseño de arquitectura paisajística sobre una extensa área ganada a la red vial. En el año 2002 se ejecutó una renovación de la mano nuevamente de Sidorkovs. En él se exponen obras de gran escala como:  

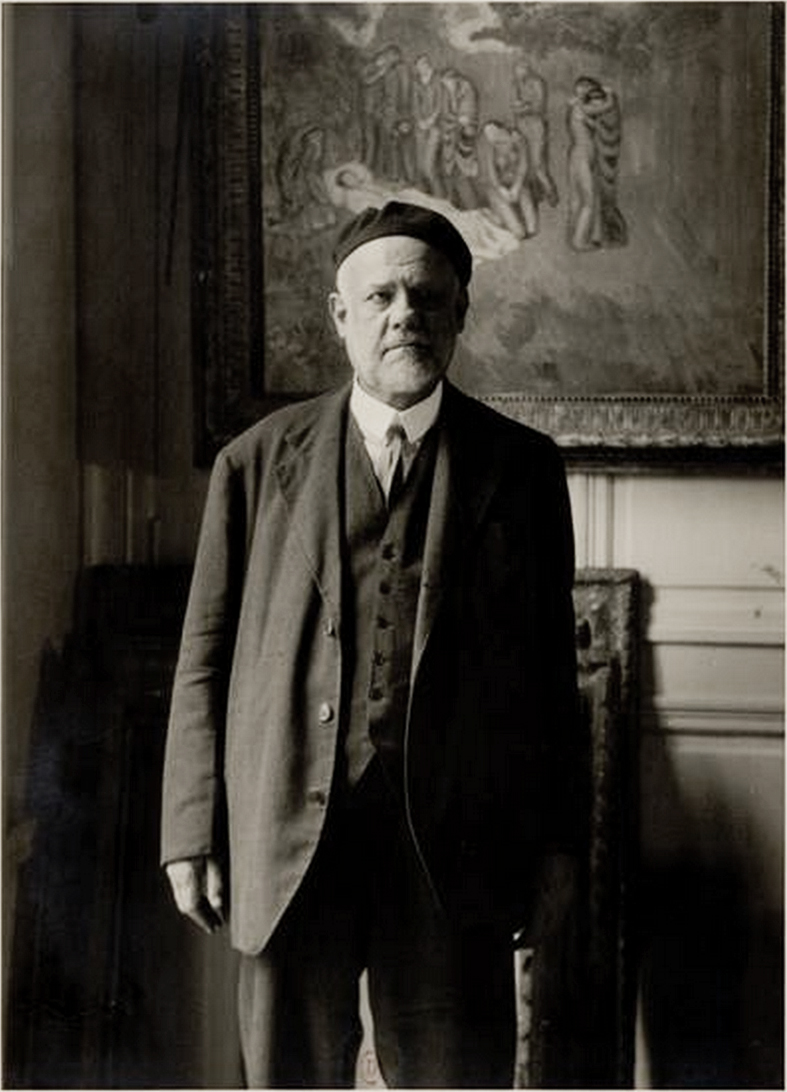
Ambroise Vollard, nombre del marchante del que deriva la Suite Vollard

-"Jubileo IV" (1 y 2) - Lynn Chadwick (1985)  
-"Eva" - Juan Bordes (1988)  
-"La Mantuana" - Oswaldo Vigas (1990) 
-"Mujer sentada de frente" - Baltasar Lobo (1989) 
-"Mujer con cabeza de muerto" -  Baltasar Lobo (1942)  
-"Ciclista reposando" - Jorge Seguí (1989-1992) 
-"Tributo a los dioses" (2 y 6)   - Noemí Márquez (2001) 
-"Presencia pagana 3" - Noemí Márquez (2001) 

### Cuarto Nivel
Suite Vollard (Sala 10)
La sala más visitada y reconocida del museo es la Suite Vollard, una serie gráfica compuesta por 100 grabados del artista español Pablo Picasso la cual es única en toda Latinoamérica. Adquirida por el museo en 1989 por un costo de 700 000 dólares se exhibe con una temperatura constante de 21 °C, una humedad relativa de entre 55 y 56%, además de una iluminación tenue que permite apreciar las piezas.
Solo doce museos poseen la serie completa, entre ellos están el Museo ICO de Madrid, el Museo Británico o el Museo de Arte de Filadelfia. La Suite es exhibida en raras  ocasiones desde hace años debido al bajo presupuesto del museo para mantenerla adecuadamente. Estuvo abierta hasta inicios del 2013 y  luego de 5 años fue mostrada al público con una gran retrospectiva de la obra de Picasso en 2018; esta exposición estuvo abierta hasta el 24 de marzo de 2019.

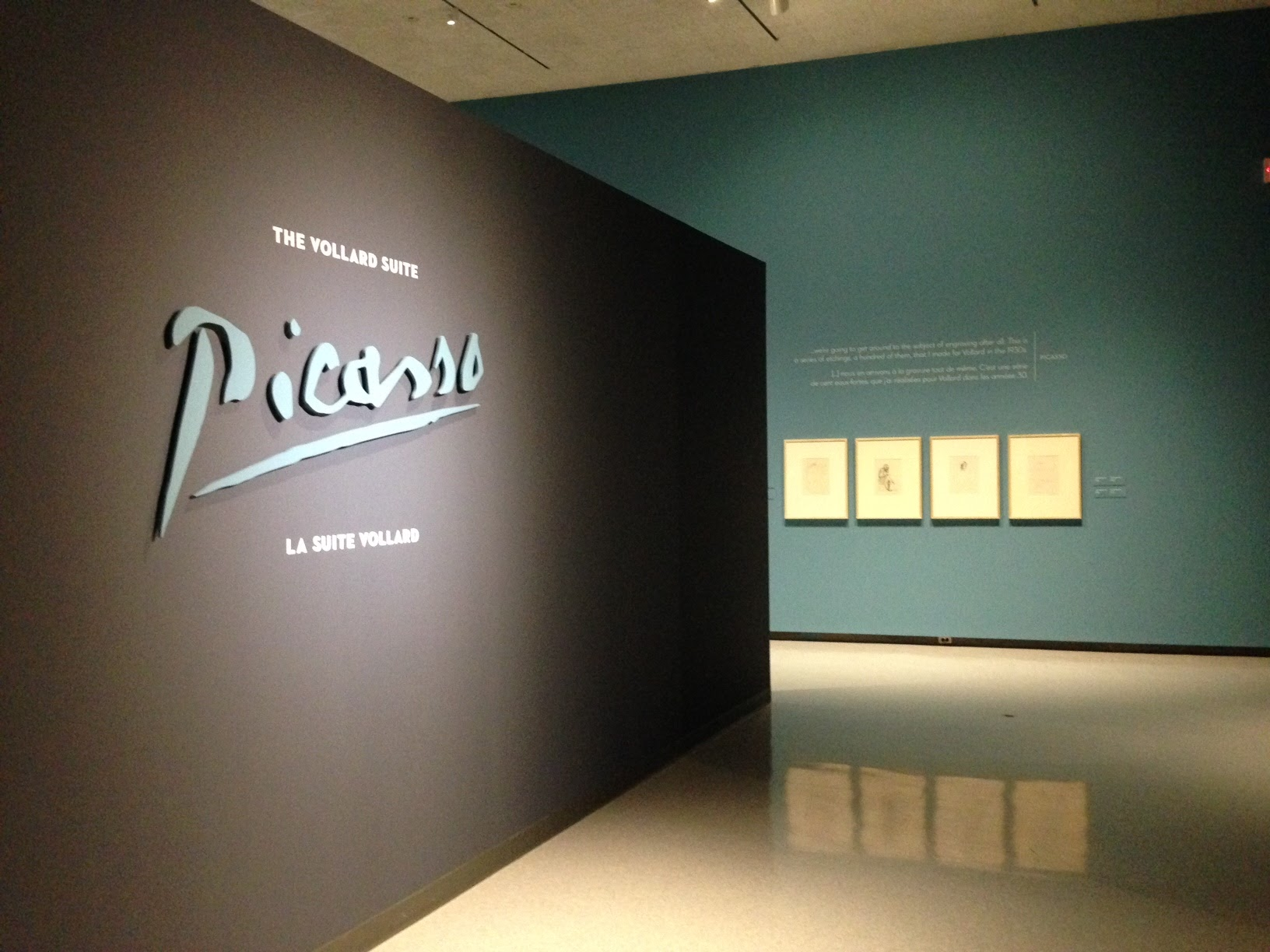
Exhibición de una de las series completas de la Suite Vollard

Grabados de la serie Suite Vollard (en inglés: "Vollard Suite") 
Además de la Suite Vollard se ha estructurado una selección de creaciones y recreaciones como "La Guitarra Azul" de David Hockney, "las meninas de Picasso" de Richard Hamilton y "Picasso" una escultura realizada en bronce por Marisol Escobar. 

Entre los cien aguafuertes que pertenecen a uno de los periodos más prolíficos de su carrera comprendido entre 1930 y 1936 se pueden apreciar las series:
- Grupo introductorio
- La violación
- El abrazo o la batalla del amor
- Rembrandt
- El taller del escultor
- El Minotauro
- El Minotauro ciego
- Retratos de Vollard

## Salas alternas

### Espacio Tiflológico
Fue uno de los primeros museos del mundo que creó un espacio para la comunidad invidente o con dificultad visual. Los invidentes pueden recorrer con sus manos una selección de piezas tanto bidimensionales como tridimensionales que reflejan obras emblemáticas de la Colección MACCSI.  Siendo que todas las piezas están acompañadas de un pequeño texto en sistema Braille donde se describe, de manera sintética, las características más importantes de la obra original.
En el caso de las versiones de obras bidimensionales exhibidas en Espacio Tiflológico están impresas sobre papel braillon, en una técnica que ofrece imágenes volumétricas para ser palpadas por el público, lo que permite a los invidentes o personas con dificultades visuales tener una particular experiencia sensorial con el arte contemporáneo. Así mismo, en el caso de las versiones de las esculturas están concebidas en gomaespuma, anime y plástico y pueden ser manipuladas.
Entre las obras presentes en este espacio, destacan:
Tempestad - Auguste Herbin (1953); Tablón - Alejandro Otero (1973); El Gato - Fernando Botero (1981); Two figures - Jhon Davies (1977-80); Mujer sentada de frente - Baltasar Lobo (1989) y El Gran profeta - Pablo Gargallo (1933).

### Biblioteca MACCSI
La biblioteca está dedicada a presentar audiovisuales y documentos sobre los maestros de las artes plásticas, tanto nacionales como internacionales, que nos permitan conocer el patrimonio artístico vinculado a la colección. Fue la primera biblioteca de Venezuela especializada en arte. Cuenta con una capacidad para 187 usuarios y una reconocida colección bibliográfica en torno al arte conformada por 13 mil libros, 13.500 catálogos, 60 publicaciones periódicas, 12 mil diapositivas, 400 títulos en videos, 45 ediciones en sistema braille, y 16 libros hablados que contienen la narración de novelas y cuentos dirigidos a personas con deficiencias visuales.
El MACCSI cuenta con dos salas ubicadas alrededor de Caracas: la Sala de Arte Ipostel, localizada en San Martín y la Sala de Arte Cadafe, que se encuentra en el Edificio Cadafe en la Urbanización El Marqués. Cabe destacar que en 1988 se creó el Museo de Arte Coro en la capital del Estado Falcón.

## Colección
La colección del museo es distinguida y nombrada como una de las más importantes de Latinoamérica. Los núcleos principales de la colección son: Fundadores de la Sensibilidad Contemporánea (Ejes constelares del siglo XX), Desarrollos en el Campo de la Representación (Encuentros y desencuentros con el cuerpo y la naturaleza) y Camino de la Abstracción (Erosión de la realidad/descomposición analítica del mundo). La principal vía de ingreso es la adquisición, para lo cual se utilizan al máximo los recursos presupuestarios. Otra parte de la colección provienen de donaciones privadas y fundacionales. El museo cuenta con obras emblemáticas de artistas venezolanos y extranjeros como Jesús Soto, Carlos Cruz-Diez, Armando Reverón, Rufino Tamayo, Pedro León Zapata o Salvador Dalí.

### Obras Destacadas

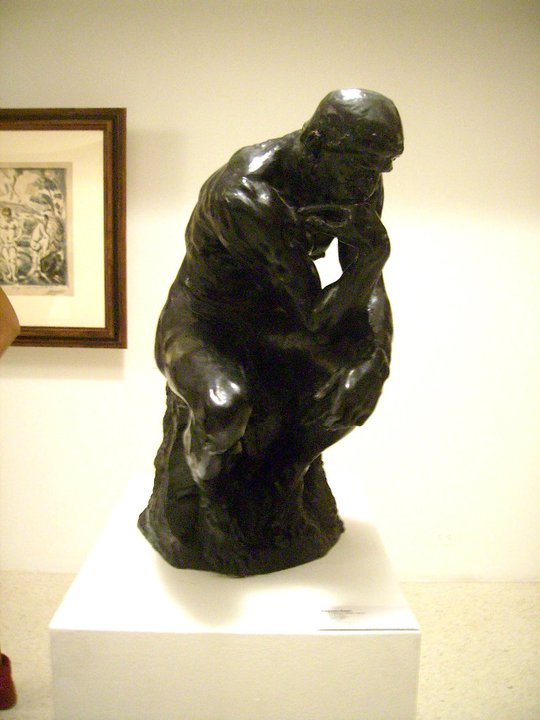
El Pensador (1880-1881) - Auguste Rodin
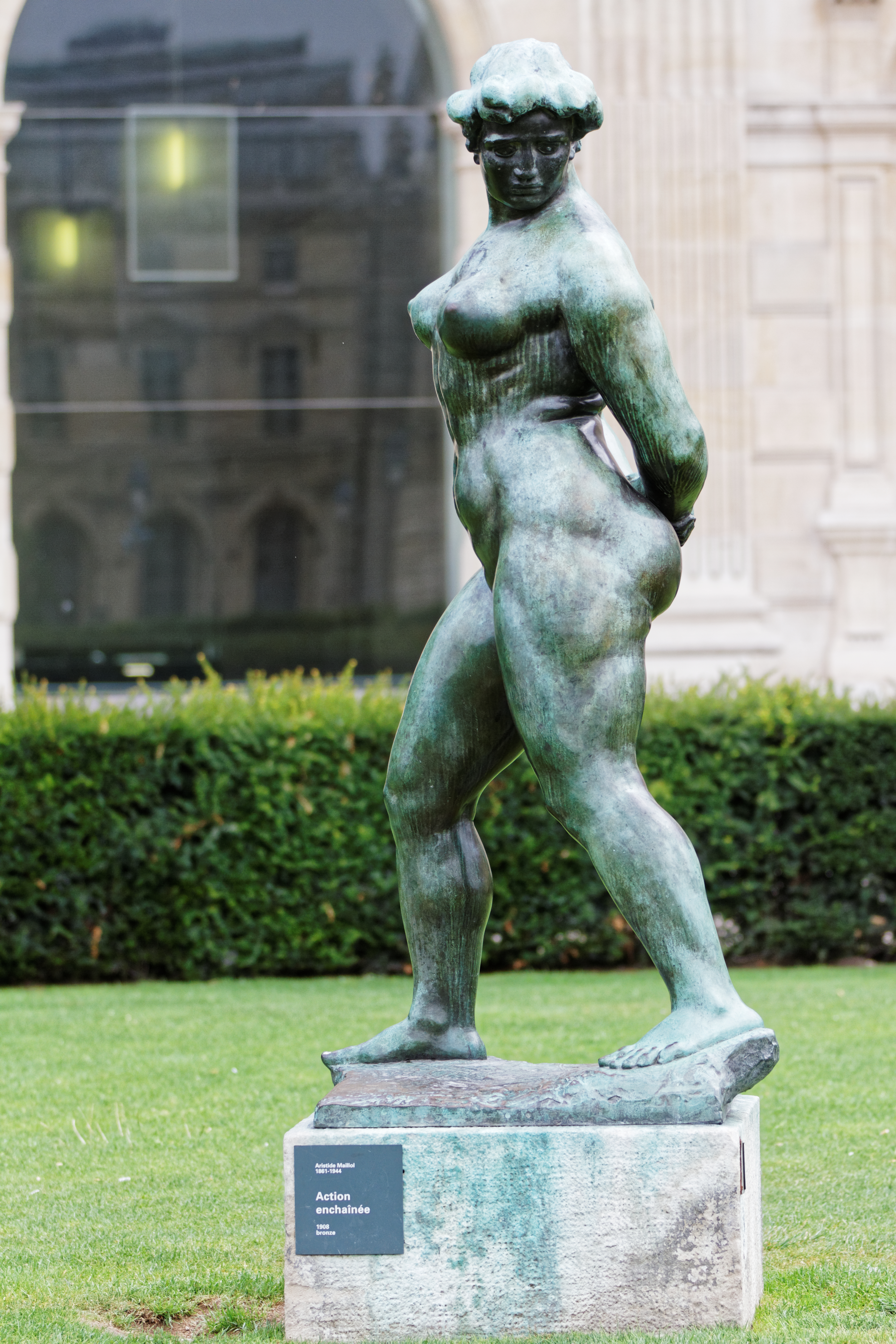
La Acción Encadenada (1906) - Aristide Maillol
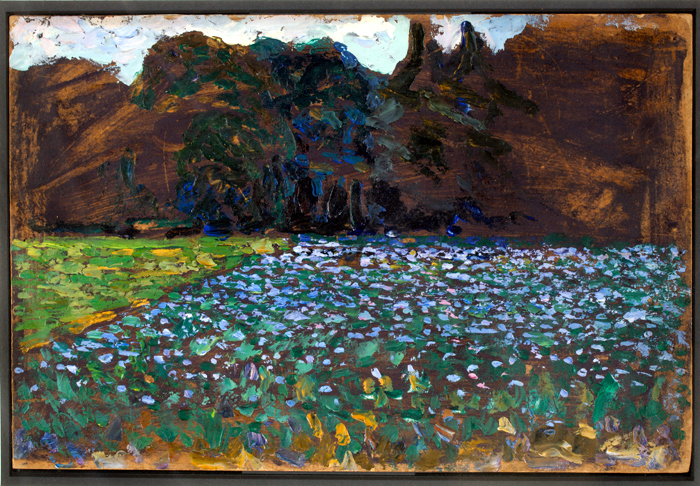
Kochel (1902) - Vasili Kandinski
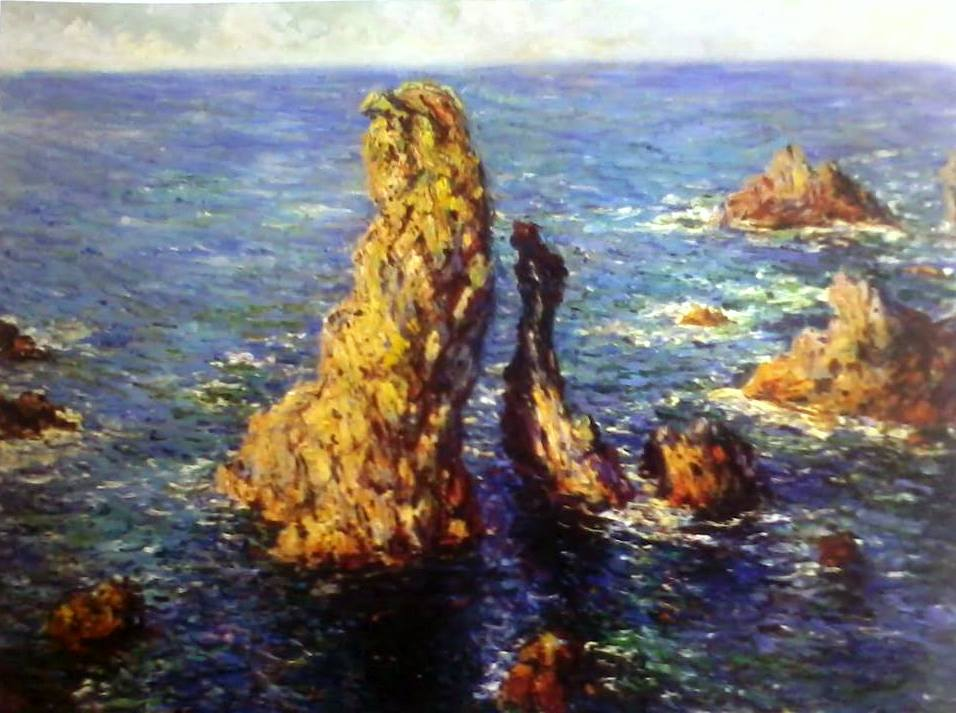
Las Pirámides a Port-Coton (1886) - Claude Monet
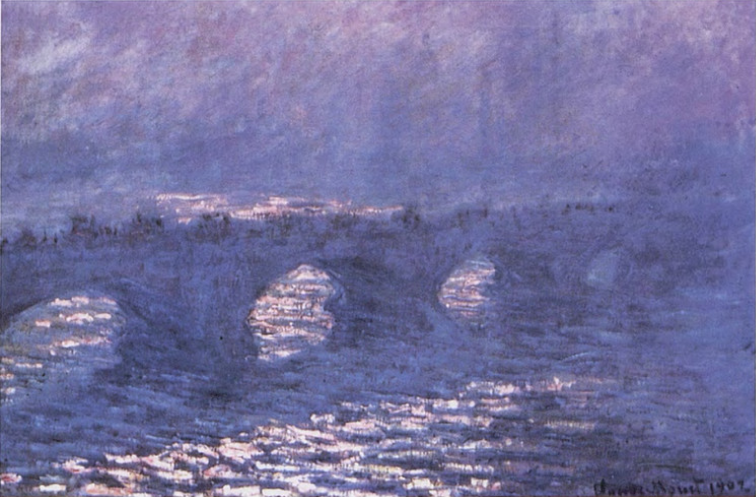
El puente de Waterloo (Efecto de Sol y Bruma) (1902) - Claude Monet
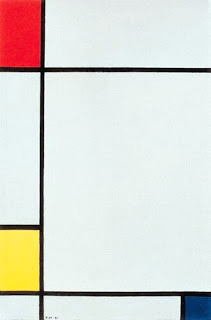
Composición dentro del cuadrado con rojo, amarillo y azul (1926) - Piet Mondrian
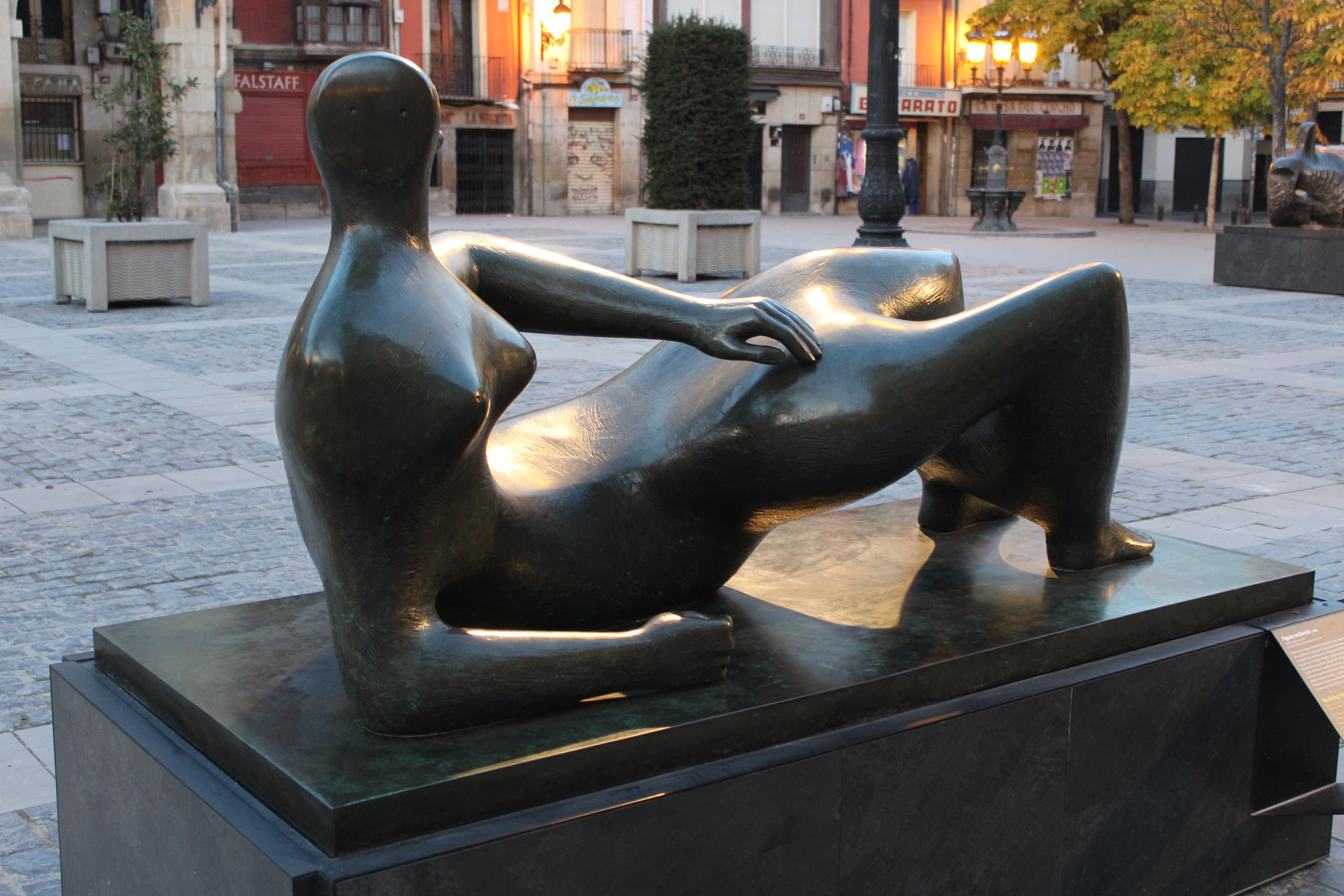
Figura Reclinada (1982) - Henry Moore

Arte Moderno - Siglo XIX
- El Pensador / Auguste Rodin (1880-1881)
- La pirámides de Port-Coton / Claude Monet (1886)
- El puente de Waterloo (Efecto de Sol y Bruma) / Claude Monet (1902)
- Rocher a Auray / Armand Guillaumin (SF)
- La acción encadenada / Aristide Maillol (1906)

Arte moderno Siglo XX (1900 - 1950)
- Odalisca con pantalón rojo / Henri Matisse (1925)
- Kochel / Vasili Kandinsky (1902)
- Casas cerca de un estanque / Maurice de Vlaminck (SF)
- Dos Indias / Armando Reverón (1939)
- Retrato de una dama / Emil Nolde (1920-1925)
- Amapolas rojas y albarraces / Emil Nolde (1935)
- El Carnaval Nocturno / Marc Chagall (1979)
- Iglesia / Maurice Utrillo (SF)
- Calle Norvins - Sección Montmartre / Maurice Utrillo (SF)
- Torso de Primavera / Alexander Archipenko (1925)
- La Mañana / Henri Laurens (1944)
- El Billar / Georges Braque (1948-1949)
- Paleta y Flores / Georges Braque (1954)
- Acróbatas y Músicos / Fernand Léger (1945)
- Estudio para los constructores / Fernand Léger (1945)
- Sol y Mar / Max Ernst (1946)
- Homenaje al cuadrado (Amarillo Temprano) / Josef Albers (1951)
- Composición dentro del cuadrado con rojo, amarillo y azul / Piet Mondrian (1926)
- Retrato de Diego / Alberto Giacometti (1947)
- Calavera / Alberto Giacometti (1949)

Arte moderno Siglo XX (1950 - 2000)
- Caras Rotas / Alexander Calder (1960)
- Llave de Jacquemart / Jean Arp (1962)
- Capella / Victor Vasarely (1964)
- Vaciado en Vivo / Marcel Duchamp (1967)
- La Lección de Esquí / Joan Miró (1966)
- Composición mural en Azul, Rojo y Negro / Serge Poliakoff (1965)
- Serie No Gas / Red Grooms (1971)
- O.P.E.C Dowery / Arman (1977)
- Alabastro / Eduardo Chillida (1990)
- Portafolio de Marilyn Monroe / Andy Warhol (1967)
- Espada de Duluth / Jacques Lipchitz (1964)
- M / Antoni Tapies (1984)
- La Novia / Niki de Saint Phalle  (1963-1992)
- Lamento por Lorca / Robert Motherwell (SF)
- Las Escalas de la mirada / Jean Dubuffet (1977)
- Personaje ante un lavabo / Francis Bacon (1976)
- Free Space / Lee Krasner (SF)
- Mujer con cabeza de rosas / Salvador Dalí (1981)
- Figura Reclinada / Henry Moore (1982)
- Hombre Recostado / Lucian Freud (1985)
- Hombre con Gran Rubia / Willem de Kooning (1982)
- Nota III / Cy Twombly (1987)
- Orden Urbano ROCI-Venezuela / Robert Rauschenberg (1985)
- La Puerta de Barney / George Seagal (1989)

### Colección Picasso
Óleos

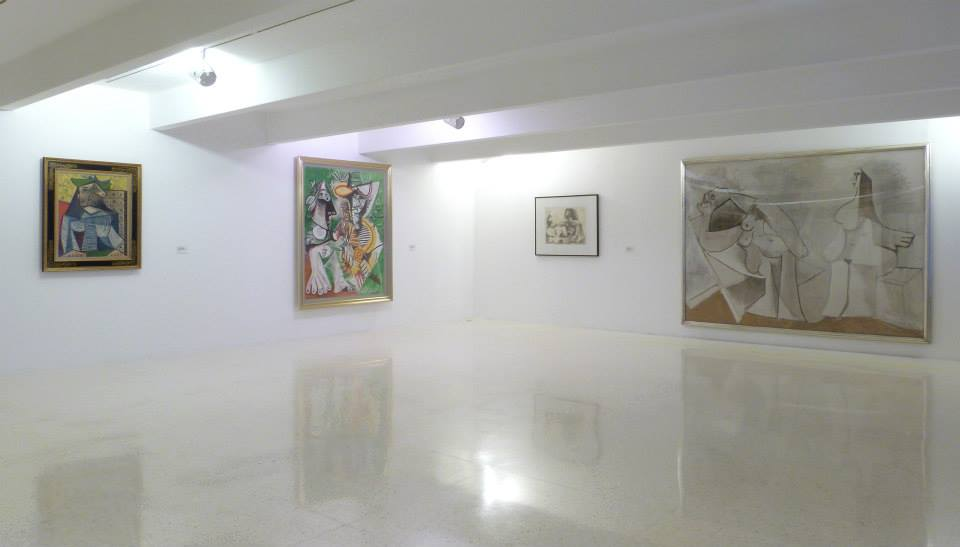
Picasso en el MACC

- Dos figuras acostadas (en francés: "Deux Femmes Asisses")  — 194,5 x 260,5 cm (1958)
- Desnudo y hombre sentado (en francés: "Homme et Femme") —  163 x 130,2 cm (1969)
- Cabeza de Mujer con Sombrero (en francés: "Tête de Femme au Chapeau") —  61 x 50 cm (1962)
- Busto de Mujer (Retrato de Dora Maar) (en francés: "Buste de Femme(Portrait de Dora Maar)")  —  81 x 65 cm (1941)
- Busto de Mujer con Cinta Amarilla (Jacqueline) (en francés: "Buste de Femme au Bandeau Jaune (Jacqueline)")  —  100,o x 81,5 cm (1962)

Grabado a Buril
- Sin Título — 36,9 x 49,8 cm — Plancha de Cobre (1971)

Dibujos
- Hombre y mujer con saltamontes (en francés: "Homme et Femme à la Sauterelle") — 49,5 x 66 cm — Grafito sobre Papel (1969)
- Hombre y mujer desnudos (en francés: "Homme et Femme Nus") — 50,5 x 66 cm — Creyón y tinta china sobre papel (1971)
- Desnudo reclinado y cabeza de hombre (en francés: "Nu couché et tête de Homme") — 49.3 x 64.5 cm — Tinta china sobre papel (1972)

Cerámicas
- Cara en cuadrado (Face in square) — Pasta de loza blanca (SF)

Linóleos 
- Gran Cabeza de mujer (en francés: "Gran tête de Femme")  — 64,1 x 53 cm — Linóleo a color sobre papel 16/50 (1962)
- Las Banderillas (en francés: "Les Banderilles") — 53 x 64,2 x 2,1 cm — Bloque de Linóleo tallado (1959)
- Busto de Mujer según Cranach el Joven (en francés: "Buste de Femme d'après Cranach le Jeune") — 65 x 54 cm — Linóleo a color sobre papel P/A (1956)
- El almuerzo sobre la hierba (en francés: "Le dejeuner sur l´Herbe") — 53 x 63,2 cm — Linóleo a color sobre papel P/A (1962)

Litografías
- Mujeres de Argelia (en francés: "Femmes d'Algérie") — 23,3 x 33,7 cm — Set de 4 Litografías (1955)
- La Simplificación del Toro (en francés: "Le Taureau") — Set de 11 Litografías editado por Fernand Mourlot[1]  (1945)
- Paloma con su muñeca sobre fondo negro/Paloma avec sa Poupée sur fond noir — 73 x 56 cm — Litografía sobre papel 50/50 (1952)
- Juventud (en Latín|"Juventus") — Litografía sobre papel (1961)
- Corrida El Picador (en francés: "Le Picador") — 56,5 x 75,5 cm — Litografía sobre papel 3/6 (1949)
- La Italiana (en francés: "L'Italienne") — 44 x 38 cm — Litografía sobre papel (1953)
- Bogavantes y Peces (en francés: "Homards et Poissons") — 74 x 102,2 cm — Litografía sobre papel P/A (1949)
- Mujer en Sillón (El Abrigo Polaco) (en francés: "Femme au Fauteuil (Le Manteau Polonais)") — 64 x 51 cm — Litografía en estado definitivo (1949)
- Muchacha Joven inspirada por Cranach (en francés: "Jeune Femme inspirée par Cranach") — 63,5 x 49,3 cm — Litografía sobre papel P/A (1949)
- Busto con Camisa a cuadros (en francés: "Buste au Corsage a Carreaux") — 53 x 43 cm — Litografía sobre papel 50/50 (1958)

Aguafuertes
- Sueño y Mentira de Franco — 31,5 x 42 cm — Aguafuerte sobre papel (1937)
- Serie 347 #97 — 34 x 39 cm — Aguafuerte y punta seca sobre papel 17/50 (1968)
- Sin Título (en francés: Sans Titre) — 49,2 x 41 cm — Aguafuerte y Aguatinta P/A (1970)

Aguatintas
- Torso de Mujer (La Egipcia) (en francés: "Torse de Femme (L'Égyptienne)") — 83,4 x 47,3 cm — Aguatinta sobre papel (1953)
- Venus y Cupido (en francés: "Venus et amour") — 78,8 x 42,5 cm — Aguatinta y punta seca sobre papel 14/15 E/A (1949)
- Cráneo de Cabra (en francés: "Le crâne de Chèvre") — 47,7 x 64,7 cm — Aguatinta sobre papel (1952)

## Incidentes

### Robo de La Odalisca
La pintura Odalisca con pantalón rojo, de Henri Matisse, datada en 1925, fue comprada en 1981 por la entonces directora del museo Sofía Imber por 480.000 dólares a la galería Marlborough Gallery de Nueva York. 
En el verano de 1996 la odalisca salió legalmente de Venezuela cedida para un préstamo en España. La pieza fue expuesta al público en una exhibición titulada “Joyas de la Colección” que el museo venezolano y el Banco La Caixa habían acordado exponer en el Salón de Las Alhajas en Madrid, entre septiembre de 1996 y enero de 1997.
Posteriormente a la exposición la obra desapareció de las bóvedas en una fecha incierta, ocurrida en algún momento entre los años 1998 y 2002. Un año antes de que las autoridades del museo se percatasen de lo sucedido en 2002, la curadora oficial de los herederos de Matisse, Wanda de Guebriant, recibió varias llamadas de gente que le solicitaba autentificar la obra. Ella la reconoció inmediatamente pero advirtió que la obra se ubicaba en un museo de Caracas y que no estaba a la venta. 
Lo acontecido hizo saltar las alertas y se confirmaba que el cuadro había sido sustraído y que una copia de mala calidad montada en su marco llevaba alrededor de dos años pasando desapercibida como original. Incluso el presidente Hugo Chávez admiró la falsificación durante una visita al museo en ocasión de la Cumbre de la Opep en agosto del 2000. 
El 17 de diciembre de 2002, Wanda de Guebriant recibió noticias de que la estaban vendiendo en México y que la persona que la había llamado tenía acento cubano. Los implicados habían negociado la obra por 740 mil dólares, pero afirmaron que estaba valorada en tres millones y reconocieron que era robada. Los Detectives de Interpol, el FBI y la policía española, británica y francesa buscaron durante una década este cuadro.
En 2012 el galerista venezolano Genaro Ambrosino, radicado en Miami, informó por correo electrónico a varias personas que el lienzo de Henri Matisse estaba siendo vendido en el mercado de arte de Miami. Luego de un falso acuerdo de compra en julio de 2012, agentes encubiertos del FBI encontraron la tela en el Hotel Loews de Miami Beach y se procedió al arresto de Marcuello Guzmán y María Ornelas. 
El 7 de julio de 2014 la obra regresó al país, unas semanas más tarde La odalisca con pantalón rojo volvió a los espacios del museo luego de un proceso de restauración con una exposición de su historia que atrajo a más de 11.000 visitantes. Actualmente la pintura esta valorada en más de 10 millones de dólares.

### Robos del 2002-2003
Además de la Odalisca entre el año 2002 y 2003 la directora Rita Salvestrini confirmó que un total de 14 obras desaparecieron de las bóvedas del museo que en conjunto están valoradas en 500.000 dólares entre ellas obras de Henry Moore y Lucian Freud. Este hecho fue investigado recuperándose tres obras a principios del año 2003, una obra de Antonio Moya debido a un desajuste en la contabilidad y en FOGADE dos obras de Jesús Soto.
En agosto del mismo año la nueva directora Carmen Hernández y el equipo de la unidad de registro de obras del museo ubicaron 6 piezas en las bóvedas, 2 de ellas se encontraban en la bóveda de pintura y las restantes en la bóveda de papel. Tras varias investigaciones había cerca de 200 obras sin catalogar y el control necesario de la institución no era manejable. Las obras restantes se encuentran desaparecidas o el caso no está aclarado al respecto por medios informativos.
Listado de Obras
- "Paisaje sin historia" (1997) Fernando Cánovas / Recuperada
- "Génesis Naranja" (1993) Jesús Mendoza / Recuperada
- Serie de 4 dibujos "Sin novedad en el frente occidental" (1929) Eugene Biel-Bienne / Recuperada
- "Sketchbook A y B " (1980) Henry Moore / Recuperada
- "Escritura" (1980) Jesús Soto / Recuperada
- "Dos Grandes Barras" (1971) Jesús Soto / Recuperada
- "Tiempo y Memoria" (1995-1999) Antonio Moya / Recuperada
- "After Chardin" (2000) Lucian Freud / Recuperada
- "Relaciones Amarillo y Plata (1964) Jesús Soto / Desaparecida
- "Broom" (1975) Jasper Johns / Desaparecida
- "Señas de Identidad 1 y 2 " (1996) Guido Anderloni / Desaparecida
- "Sin Título" (Sin Fecha) Luis Barba / Desaparecida
- "Sin Título" (1998) Lucho Farías / Desaparecida
- "Sin Título" (1998) Antonio Murado / Desaparecida

### Robos del 2020
El 12 de noviembre del 2020 se dio a conocer un intento de robo por parte de dos trabajadores del museo, los cuales fueron detenidos por funcionarios del Cuerpo de Investigaciones Científicas, Penales y Criminalísticas (CICPC), tras ser acusados de sustraer dos valiosas piezas depositadas en la bóveda de la institución cultural.
El comisario Douglas Rico, director del organismo detectivesco, señaló que Douglas Antonio Hernández Gutiérrez (53), jefe de seguridad del MACC, y Carlos Ysaac Mora Rodríguez (44), museógrafo del museo, sustrajeron un par de obras de los artistas Gego y Carlos Cruz-Diez, valoradas cada una en más de 30.000 dólares.
Douglas Rico recalcó la labor de pesquisas de la División de Investigaciones contra Hurtos del Cicpc, que pudieron recuperar las dos piezas.

## Directores
- Sofía Ímber (1974-2001)
- Rita Salvestrini (2001-2003)
- Carmen Hernández (2003-2004)
- Vivian Rivas (2004-2005)
- Luis Ángel Duque (2005-2007)
- María Luz Cárdenas (2007-2008)
- Edgar Cruz (2008-2008)
- Cargo ausente (2008-2009)
- Luis Ángel Duque (2009-2010)
- Mercedes Longobardi (2010-2011)
- Jacqueline Rousset (2011-2013)
- Daniel Briceño (2013-2017)
- Clemente Martinez (2017-2018)
- Edgar Álvarez Estrada (2018-2019)[2]
- Glenda Dorta (2019-2021)
- Oscar Sotillo Meneses (2021-2022)
- Roberto Cárdenas (2022-presente)

## Exposiciones
En la siguiente tabla, se nombran en orden cronológico algunas de las exposiciones que se destacaron por año. Entre las individuales y colectivas más importantes que se han celebrado: 
| Nombre de la exhibición                      | Año  | Mes        | Duración | Tipo       | Datos de la muestra                                            | Catálogo |
| -------------------------------------------- | ---- | ---------- | -------- | ---------- | -------------------------------------------------------------- | -------- |
| Inauguración del museo                       | 1974 | Febrero    |          | Colectiva  | 1.ª Exposición del museo                                       | N.º 1    |
| Red Grooms                                   | 1974 | Abril      |          | Individual | 1.ª Exposición de Arte Pop en Venezuela                        | N.º 2    |
| Colección Michener                           | 1975 | Mayo       |          | Colectiva  |                                                                |          |
| Wen-Ying Tsai - escultura cibernética        | 1975 | Febrero    |          | Individual |                                                                | N.º 12   |
| Cornelius Zitman                             | 1976 | Agosto     |          | Individual |                                                                |          |
| Pintores de los países bálticos              | 1977 | Febrero    |          | Colectiva  | Colectiva de artistas contemporáneos de los balcanes           |          |
| Los Novísimos Colombianos                    | 1977 | Junio      |          | Colectiva  | Colectiva de artistas contemporáneos colombianos               | N.º 23   |
| Auguste Herbin                               | 1978 | Octubre    |          | Individual | Retrospectiva - 70 obras entre pinturas y dibujos              |          |
| La mano, la seda, el color.                  | 1978 |            |          | Colectiva  | Estampas sobre seda de nueva artistas venezolanos              | N.º 33   |
| El arte en la cerámica aborigen de Venezuela | 1979 |            |          |            |                                                                | N.º 36   |
| Armando Reverón - Obras maestras             | 1979 | Febrero    |          | Individual | Retrospectiva del artista                                      |          |
| Espacio blanco - Obras de Francisco Salazar  | 1980 |            |          | Individual |                                                                |          |
| Larry Rivers                                 | 1980 | Marzo      |          | Individual | 1.ª Exposición del artista en Venezuela y Latinoamérica        | N.º 42   |
| Caracas cara a cara                          | 1980 |            |          | Colectiva  |                                                                | N.º 45   |
| El Espíritu Dadá (1915 - 1925)               | 1980 | Noviembre  |          | Colectiva  | 1.ª Exposición dedicada al Dadaísmo en Latinoamérica           | N.º 47   |
| Paul Klee                                    | 1981 | Marzo      |          | Individual | 1.ª Exposición del artista en Venezuela y Latinoamérica        | N º 48   |
| Luisa Richter - planos y reflejos            | 1981 | Septiembre |          | Individual |                                                                |          |
| Fernand Léger                                | 1982 | Octubre    |          | Individual | 1.ª Exposición del artista en Venezuela y Latinoamérica        | N.º 57   |
| Henry Moore - Obras de 1921 a 1982           | 1983 | Marzo      |          | Individual | Retrospectiva - 139 Esculturas y 94 dibujos                    | N.º 59   |
| Bárbaro Rivas - La intuición pictórica       | 1984 | Junio      |          | Individual | Retrospectiva del artista                                      | N.º 63   |
| Movimiento Cobra (1948 - 1951)               | 1984 | Septiembre |          | Colectiva  | 225 obras de la Colección Karel Van Stuijvenberg               |          |
| Robert Rauschenberg                          | 1985 | Septiembre |          | Individual | Retrospectiva                                                  | N.º 69   |
| Contrastes de Forma (1910 - 1980)            | 1986 | Diciembre  |          | Colectiva  | Arte abstracto del Museo Solomon R. Guggenheim y el MoMA       |          |
| Botero. Dibujos, 1980-1985                   | 1986 |            |          | Individual | Exposición gráfica de Fernando Botero                          | N.º 71   |
| Picasso - La Suite Vollard, Linograbados.    | 1987 |            |          | Individual | Exposición gráfica de Pablo Picasso                            |          |
| Reverón en 100 años de pintura en Venezuela  | 1989 |            |          | Individual | Retrospectiva del artista                                      |          |
| Baltasar Lobo                                | 1989 | Noviembre  |          | Individual | Retrospectiva del artista                                      | N.º 94   |
| Oswaldo Vigas (1942 - 1990)                  | 1990 |            |          | Individual | Retrospectiva - 200 obras entre pinturas, dibujos y esculturas |          |
| George Segal - Obras de 1959 a 1989          | 1991 | Enero      |          | Individual | Retrospectiva del artista                                      |          |
| Pedro León Zapata - 50 Cyberdibujos          | 1997 |            |          | Individual |                                                                |          |
| Jesús Soto - Soto a Gran Escala              | 2003 |            |          | Individual | Retrospectiva del artista                                      |          |
| Camarada Picasso                             | 2018 | Agosto     |          | Individual |                                                                |          |
| Incertidumbres espaciales                    | 2019 | Octubre    |          | Individual | Exposición en homenaje a Gego.                                 |          |
| “Cronus, memorias de un imaginario”          | 2021 | Mayo       |          | Individual | Exposición del artista Alejandro Plaza                         |          |

- La Colección Joan y Lester Avnet.
- Cien Años de Pintura Venezolana.
- Transparencia Azul, una selección de las más recientes manifestaciones artísticas de los países escandinavos.
- Cadencias, varias obras de artistas italianos de vanguardia.
- Entre Trópicos.Artistas Contemporáneos de los Países Miembros del Grupo Río.

## La " Obra del Mes"
La obra del mes es un programa del despacho Cultural realizado por medio de la Fundación Museos Nacionales (FMN). Este programa busca impulsar valores patrimoniales del país así como dar fluidez al acervo del museo. El proyecto desarrollo propuestas didácticas de los departamentos de educación de cada museo, exhibiendo la obra elegida  con diversas actividades paralelas en torno a ella.
Siete pinturas ingenuas que representan escenas de la Natividad de Jesús, son las encargadas de dar la bienvenida al público durante el mes de diciembre ( 2018) en el Museo de Arte Contemporáneo de Caracas Sofía Ímber (MACCSI).
Los títulos de las obras expuestas:
- Espigas de trigo celestial.
- Natividad del hijo de Dios.
- La adoración del Niño.
- El paseo de la Divinidad.
- La magia de los tres Reyes Magos.
- El canto de una estrella de Belén.
- La Sagrada Familia (todas de 1993-1994)

Según los investigadores del museo, la obra de Hernández Estévez aborda un amplio tópico tamizado por sus recuerdos y memorias. “Son imágenes que se desligan de los estereotipos; con los que tradicionalmente se asocia la expresión estética ingenua”.
Añaden que las pinturas expuestas creadas en óleo sobre tela, «están válidamente ideadas por un intuitivo y sensible pincel que se expresa de forma sagaz y sutilmente poético. Recoge imágenes llenas de religiosidad y misticismo, abordadas de una manera libre y fantasiosa. Con una libertad de símbolos, de una expresión creativa y fresca”